# انگشت متحرک
انگشت متحرک (انگلیسی: The Moving Finger) رمانی جنایی از آگاتا کریستی است.
این کتاب که از مجموعه داستان‌های خانم مارپل می‌باشد در ژوئیه ۱۹۴۲ در انتشارات داد، مید اند کمپانی در آمریکا و در ژوئن ۱۹۴۳ در بریتانیا توسط انتشارات کولینز کرایم کلوب به چاپ رسیده‌است. این کتاب نام خود را از ترجمه رباعی از عمر خیام توسط ادوارد فیتزجرالد الگو گرفته‌است.
قیمت کتاب در بریتانیا ۷ شلینگ و ۶ پنی و در آمریکا ۲ دلار بوده‌است.

## داستان
یک خواهر و برادر به یک روستای آرام نقل مکان می‌کنند. در آنجا پیغام‌های تهدید آمیزی برای افراد روستا ارسال می‌شود و سرانجام یک خانم خودکشی می‌کند. اما خانم مارپل که در آن زمان در روستا، در خانه دوستش بود، فکر نمی‌کند که آن خانم خودکشی کرده باشد. کمی بعد خدمتکار خانه آن خانم نیز به قتل می‌رسد. خانم مارپل با کمک خواهر و برادر تازه‌وارد و دختر زن کشته شده، قاتل را پیدا می‌کند.